# Mette-Marit Tjessem Høiby

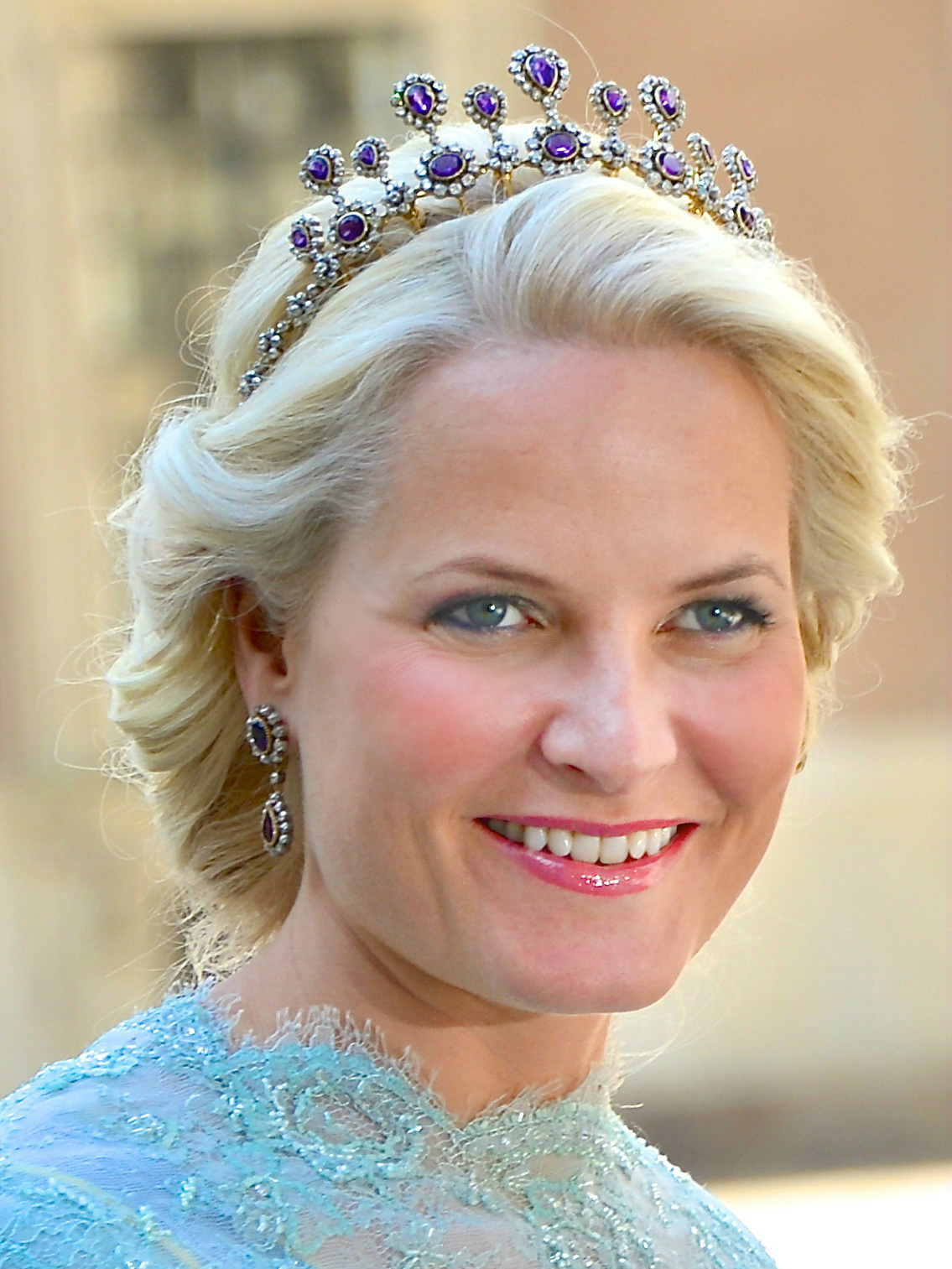
Prinses Mette-Marit van Noorwegen

Mette-Marit Tjessem Høiby (Kristiansand, 19 augustus 1973), prinses van Noorwegen, is de echtgenote van kroonprins Haakon Magnus van Noorwegen. Zij is de jongste dochter van Sven Olaf Bjarte Høiby (1936-2007) en Marit Tjessem.
Als alleenstaande moeder van één zoon, Marius Borg Høiby (geboren op 13 januari 1997), ontmoette zij kroonprins Haakon in 1999, in Noorwegen op het Quart Festival. Het paar verloofde zich op 1 december 2000 en trad op 25 augustus 2001 in Oslo in het huwelijk.
Samen met kroonprins Haakon heeft zij nog twee kinderen:
- prinses Ingrid Alexandra (geboren op 21 januari 2004), die na haar vader tweede in lijn van de Noorse troon is,
- prins Sverre Magnus (geboren op 3 december 2005).